# Penisola Rydberg
La penisola Rydberg è una penisola completamente coperta dai ghiacci, lunga circa 51 km e larga circa 40 km, situata al confine tra la Terra di Ellsworth e la Terra di Palmer, in Antartide. La penisola, il cui capo è considerato il confine tra la costa di Bryan, a ovest, e la costa di English, a est, si allunga in direzione nord-nord-ovest nel mare di Bellingshausen, dividendo la baia di Fladerer, a ovest, dall'insenatura di Carroll, che la separa dall'isola Smyley, a est, e nella sua regione meridionale è presente l'isolato monte Combs, che svetta fino a circa 1000 m s.l.m..
Secondo quando stabilito nel 2009 dal Comitato Scientifico per la Ricerca in Antartide, inoltre, la penisola Rydberg coincide con il confine sudoccidentale della Penisola Antartica.

## Storia
La penisola Rydberg è stata mappata nel dettaglio dallo United States Geological Survey grazie a fotografie aeree scattate dalla marina militare statunitense tra il 1961 e il 1966, ed è stata così battezzata dal Comitato consultivo dei nomi antartici in onore di Sven Rydberg che, tra il febbraio 1962 e il giugno 1963, al comando della nave da ricerca oceanografica USS Eltanin, in forza al Programma Antartico degli Stati Uniti d'America, prese parte a diverse spedizioni nell'oceano Pacifico meridionale.